# 蔡依倫
蔡依倫（1975年－），臺中市清水區人，蔡依珊的姊姊。曾為年代與大愛電視台主播。

## 背景
- 為紅豆食府餐飲集團負責人蔡綠峰長女。
- 蔡篤清、蔡依珊之姊[1][2][3]。

## 學歷
- 畢業於哥倫比亞大學組織心理學碩士[1]。

## 經歷
- 曾任年代新聞主播、大愛新聞英語主播、國立故宮博物院英文總編輯、開發公司專案經理、倫華文化藝術基金會董事長等職務[1][2]。

## 曾主持過的節目
- 2005年：年代新聞《看新聞學英文》

## 家庭
- 2006年10月9日，蔡依倫嫁給倫華集團總裁林靖倫(曾離婚，育有一子)，成為其第二任妻子，並於峇里島舉行婚禮。該年11月24日，夫婦二人回臺補辦婚宴。婚後六年生一女。

## 外部連結
- 蔡依倫的微博 （页面存档备份，存于）